# Liste der denkmalgeschützten Objekte in Horní Blatná
Grundlage dieser Liste der denkmalgeschützten Objekte in Horní Blatná ist die ÚSKP-Liste (Ústřední seznam kulturních památek České republiky, deutsch Zentrale Liste der Kulturdenkmäler der Tschechischen Republik), die von der tschechischen Denkmalschutzbehörde NPÚ (Národní památkový ústav, deutsch Nationale Denkmalbehörde) seit 1987 geführt wird und an die seit dem Jahr 1850 geschaffenen Listen anschließt.

## Horní Blatná(Bergstadt Platten)
| Lage                                          | Objekt                                        | Beschreibung | ÚSKP-Nr.                  | Bild           |
| --------------------------------------------- | --------------------------------------------- | --- | ------------------------- | -------------- |
| Horní Blatná, Jiráskova (Standort)            | Heilig-Kreuz-Kapelle                          | Heilig-Kreuz-Kapelle (Kaple sv. Kříže) - Friedhofskapelle, erbaut 1744 | 40563/4-809 Info Katalog  | weitere Bilder |
| Horní Blatná, Bezručova 127 (Standort)        | Bürgerhaus                                    | Bürgerhaus, jetzt Museum Horní Blatná | 40509/4-816 Info Katalog  | weitere Bilder |
| Horní Blatná (Standort)                       | Skulptur Pietà                                | Skulptur Pietà, urspr. in der Heilig-Kreuz-Kapelle, jetzt im Museum Horní Blatná | 15452/4-807 Info Katalog  | Skulptur Pietà |
| Horní Blatná (Standort)                       | Plattner Kunstgraben                          | Plattner Kunstgraben (Vodní kanál Blatenský, Blatenský vodní příkop) - ein Wasserkanal aus dem 16. Jahrhundert mit einer Länge von ca. 11,6 km, der zur Versorgung und zum Antrieb von bergbautechnische Anlagen diente. Er führte ausgehend vom Gottesgaber Bach (Božídarský potok) bei Gottesgab (Boží Dar) über Seifen (Ryžovna) bis Platten (Horní Blatná), wo er in den Breitenbach (Blatenský potok) mündete. | 21605/4-4149 Info Katalog | weitere Bilder |
| Horní Blatná (Standort)                       | Säule mit Statue des hl. Johannes von Nepomuk | Säule mit Statue des hl. Johannes von Nepomuk (Sloup se sochou sv. Jana Nepomuckého) | 22041/4-808 Info Katalog  | weitere Bilder |
| Horní Blatná, nám. Sv. Vavřince (Standort)    | Kirche St. Laurentius                         | Kirche St. Laurentius (Kostel svatého Vavřince), ursprünglich eine evangelische Kirche, erbaut 1594 im Stil der Sächsischen Renaissance, 1686 als katholische Kirche geweiht, 1754 im Barockstil umgebaut und mit bildhauerischem Schmuck im Außen- und Innenbereich versehen. | 19518/4-804 Info Katalog  | weitere Bilder |
| Horní Blatná (Standort)                       | Statue des hl. Josef                          | Statue des hl. Josef (Socha svatého Josefa), vor der Laurentiuskirche | 26210/4-806 Info Katalog  | weitere Bilder |
| Horní Blatná (Standort)                       | Statue des hl. Adalbert                       | Statue des hl. Adalbert (Socha svatého Vojtěcha), vor der Laurentiuskirche | 34198/4-805 Info Katalog  | weitere Bilder |
| Horní Blatná, Komenského 2 (Standort)         | Pfarrhaus                                     | Pfarrhaus | 19317/4-811 Info Katalog  | weitere Bilder |
| Horní Blatná, nám. Sv. Vavřince 4 (Standort)  | Bürgerhaus                                    | Bürgerhaus | 21238/4-812 Info Katalog  | weitere Bilder |
| Horní Blatná, nám. Sv. Vavřince 6 (Standort)  | Bürgerhaus                                    | Bürgerhaus | 35689/4-813 Info Katalog  | weitere Bilder |
| Horní Blatná, Perninská, U kovárny (Standort) | Nischenkapelle zum hl. Kreuz                  | Nischenkapelle zum hl. Kreuz (Výklenková kaplička sv. Kříže) | 20133/4-810 Info Katalog  | weitere Bilder |
| Horní Blatná, Hamerská 29 (Standort)          | Bürgerhaus                                    | Bürgerhaus | 102966 Info Katalog       | weitere Bilder |
| Horní Blatná, Hamerská 28 (Standort)          | Bürgerhaus                                    | Bürgerhaus | 102461 Info Katalog       | weitere Bilder |
| Horní Blatná, Úzká 26 (Standort)              | Wohnhaus                                      | Wohnhaus | 32633/4-814 Info Katalog  | weitere Bilder |